# شفش
الشفش  (الاسم العلمي: Umbrina cirrosa)، يعرف أيضا باسم اللبط أو بغلة أو الشي درام (بالإنجليزية: shi drum)‏ أو سمكة غراب البحر، هو نوع من الأسماك البحرية الذي ينتمي لفصيلة بهاريات (أو طبوليات)، يتواجد هذا النوع من الأسماك في المياه الدافئة في شرق المحيط الأطلسي والبحر الأبيض المتوسط والبحر الأسود. وهي من الأنواع المهمة تجاريا والتي يتم اصطيادها واستزراعها (تربيتها) في الزراعة المائية (تربية الأحياء المائية)ا، فضلا عن كونها من أنواع الأسماك التي يلاحقها الصيادون عند ممارسة هواية الصيد لإصطيادها بواسطة الصنارة وبالرماح. أسماء أخرى لها هي سمكة الظل الملتحية أو سمكة الشبح الملتحية.

## الوصف
جسم أسماك الشفش يكون شكله متطاول نوعا ما والطول الذي ما بين ظهرها ولأسفل بطنها أطول من عرض جسمها الموجود من الجانب للجانب الآخر (تبدو السمكة نحيلة عند النظر إليها من مقدمة رأسها). فمها صغير الحجم وله والفك السفلي عند هذه الأسماك أقصر من الفك العلوي ويكون شكل الفم مكون بحيث من الممكن إبرازه، ويحتوي الفم على أسنان زغابية الشكل بينما يوجد على ذقنه باربل (شنب) قصير وصلب الملمس ويكون مثقوب بواسطة مسام في طرفه. تغطي هذه الأسماك حراشف من النوع المشطي (Ctenoid) بشكل أساسي، باستثناء تلك الحراشف الموجودة في منطقة الصدر، والخطم (مقدمة الرأس) والمنطقة المتواجدة تحت العينين، حيث تكون في الغالب مغطاة بحراشف دائرية (Cycloid). لون هذه الأسماك هو من الفضي-الرمادي إلى اللون البني، مع لمعان معدني الهيئة، وتتميز بخطوط داكنة طولية على المناطق الظهرية؛ الأغشية الموجودة على الحافة الخلفية من الغطاء الخيشومي يكون لونها أسود فاحم بينما الزعانف داكنة اللون. الطول الأقصى الموثق لهذه الأسماك هو حوالي 73 سم في الطول الإجمالي، على الرغم من أن المتوسط لحجمها بشكل عام هو حوالي 40 سم.

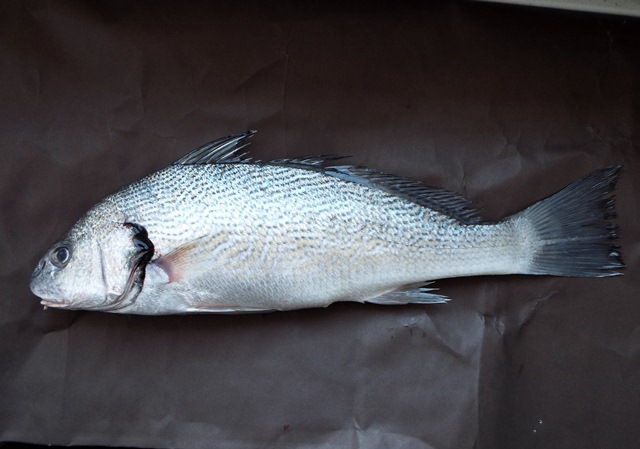
سمكة الشفش، إيطاليا.

## انتشارها وتوزيعها
تتواجد أسماك الشفش في شرق المحيط الأطلسي من خليج غاسكونيا إلى جنوب المغرب، وتتواجد أيضا في البحر الأبيض المتوسط، على الرغم من عدم تواجدها حول الجزر الكبيرة حجما ولا في البحر الأسود وبحر آزوف. وقد انتشرت هذه الأسماك أيضًا في خليج السويس عن عبر قناة السويس، وهي واحدة من عدد قليل من الأسماك التي تهاجر هجرة لسبسية من البحر الأبيض المتوسط إلى البحر الأحمر، حيث يطلق على هذه الظاهرة مهاجرة لسبسية عكسية (نظرا لأن الهجرة اللسبسية هي الانتقال من البحر الأحمر للبحر الأبيض المتوسط عبر قناة السويس).

## الموائل والسلوك
أسماك الشفش هي أنواع أسماك قاعية التي تتواجد في المياه الساحلية القريبة من الساحل والشاطئ، حيث تتواجد فوق كل من قاع البحر الصخري والرملي. من الممكن أن تتواجد الأسماك اليافعة في مصبات الأنهار. يطلق ويرسل الذكور نبضات من الصوت لجذب الإناث  ويبدأ موسم السرء في شهر مايو ويبلغ ذروته في شهر يونيو، حيث يتناثر البيض فوق الركيزة، تمر كل أنثى بعملية سرء أكثر من مرة واحدة. تشمل الفريسة، التي يتغذى عليها هذا النوع من الأسماك، على السردين وبلمية والإسقمري (الماكريل) الحبار والرخويات والديدان، ولكن الفريسة الرئيسية بالنسبة لها هي اللافقاريات القاعية.

## صيد الأسماك
تم توثيق أسماك الشفش وهي تصطاد من قبل الصيادين في سبع دول متوسطية (دول حوض البحر المتوسط)، أكبر كميات من الأسماك التي تم اصطيادها كان في تركيا وإيطاليا. كان هناك انخفاض حاد في الكميات المصطادة في هذين البلدين خلال السنوات العشر الماضية. متوسط قيمة الكميات المصطادة بين سنة 1986 إلى سنة 1990 كان 1,393 طن وقد انخفضت هذه الكمية بنسبة 80٪ مقارنة بمتوسط أرقام السنوات التي بين 2001 - 2005 حيث بلغت الكمية المصطادة في هذه الفترة 278 طن. في الاتحاد الأوروبي تم إصطياد أكثر من 1000 طن من هذه الأسماك في عام 1995 ولكن انخفضت الكمية هذه إلى أقل من 100 طن بحلول عام 2008. يجرى استزراع (تربية) الأنواع هذه في الزراعة المائية (تربية الأحياء المائية) في عدد من الدول، مثل قبرص. الرقم القياسي الأوروبي لحجم هذه الأسماك والتي تم صيدها بواسطة الصنارة، كانت سمكة ذات حجم حوالي 11.2 كجم، وقد تم صيدها في عام 1992 قبالة كورسيكا. كما يلاحق الصيادون هذا النوع من الأسماك لاصطياده بواسطة الرمح.